# 大隅神社 (大阪市)
大隅神社（おおすみじんしゃ）は大阪市東淀川区大桐に鎮座する神社。

## 祭神
- 応神天皇
- 別雷大神
- 天児屋根命
- 市杵島姫神
- 伊邪那美神
- 天照皇大神
- 素盞鳴尊
- 大山咋神
- 豊受毘売神
- 菅原道真公
- 宇賀御魂神

## 歴史
大隅島に応神天皇の離宮・大隅宮があり、天皇の崩御後、里人が祠を建て帝を奉祀し、後に淀川が氾濫した時に賀茂明神の御神体が漂着して合祀したという。
元禄年間（1688年～1703年）に荒廃し、宝永4年（1707年）宮寺曹洞宗大道寺の社僧天順が拝殿を再興。文政10年（1827年）には本殿の修復がなされたが、東西52間、南北63間あった境内地も明治初年の払い下げで周囲はことごとく民有地となる。
『摂津名所図会』に「賀茂神祠　西大道村にあり、南大道・北大道・別所等の生土神とす。曹洞宗の禅刹これを守る。大祖皇神祠　同村にあり。傳云、祭神應仁天皇。」と記す。
- 明治5年（1872年）村社に列す。
- 明治6年（1873年）今の社名に改める。
- 明治40年（1907年）神饌幣帛料供進社に指定される。
- 明治42年（1909年）春日神社・厳島神社・松山神社・伊邪那美神社・稲生神社・八幡神社・天満神社を合祀[3]。
- 昭和15年（1940年）社殿を改築。
- 昭和19年（1944年）松山神社が旧地に戻る。
- 平成8年（1996年）社殿を改築。
- 令和2年（2020年）稲生神社（大桐3丁目）を合祀。

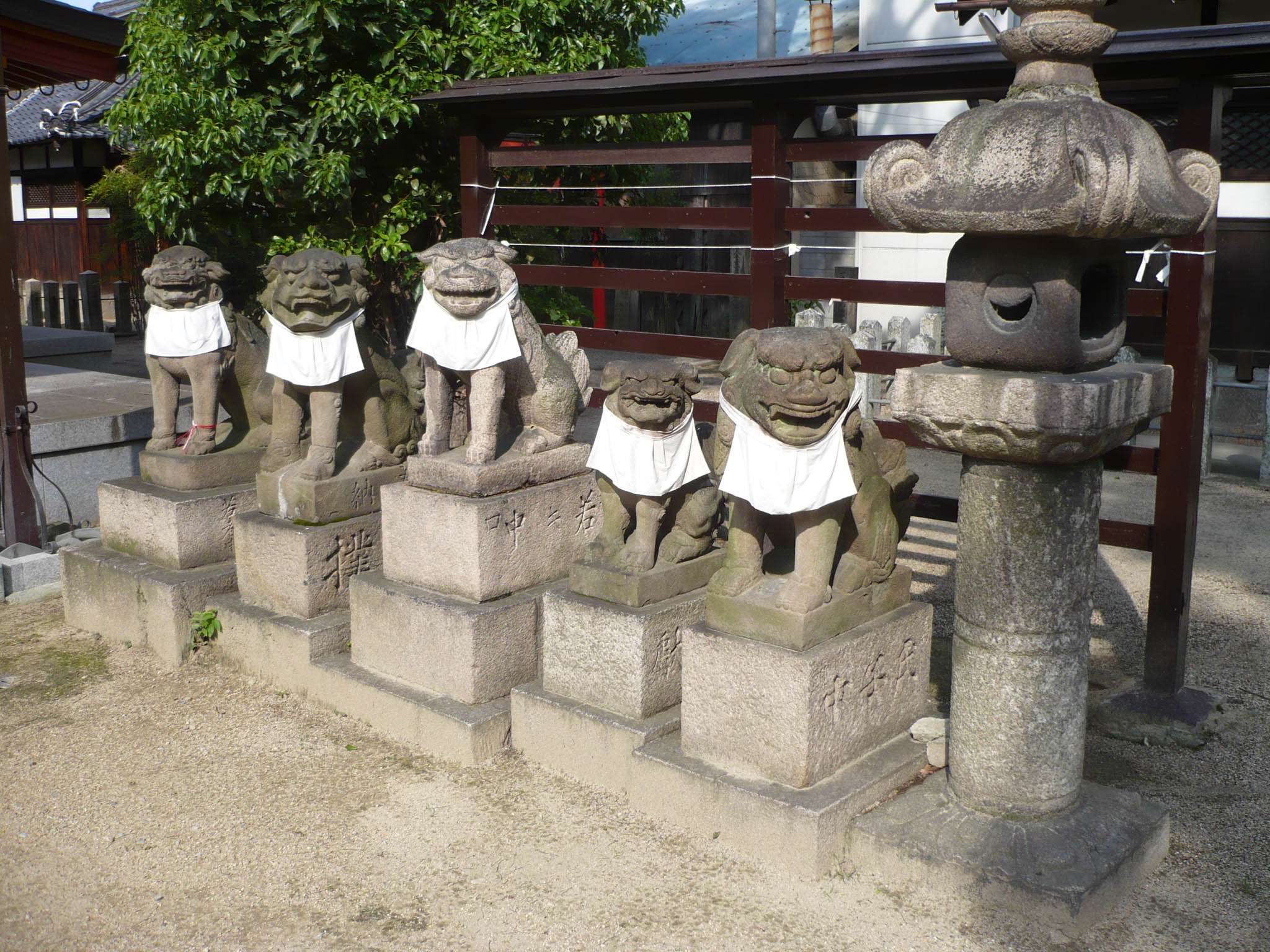
合祀された神社の狛犬が拝殿前にずらりと並ぶ

## 交通
- Osaka Metro今里筋線瑞光四丁目駅より 東に徒歩11分